# بابك خرمدين (مخرج)
بابك خرمدين (بالفارسية: بابک خرمدین) (1974-2021)؛ مخرج وكاتب سيناريو وأستاذ جامعي إيراني.

## أعماله

### أفلام روائية طويلة
- «مرثية إلى ياشار» (بالفارسية: سوگنامه‌ای برای یاشار)

### أفلام نصف قصيرة
- «رُوزَن» (أي الكُوَّة) (بالفارسية: روزن)

### أفلام قصيرة
- «بور بيجاده رنك» (بالفارسية: بور بیجاده رنگ)
- «الثلاثاء: أمي» (بالفارسية: سه شنبه: مامان)
- «تَوَاجُد» (بالفارسية: بودن)
- «قِطْعَة» (بالفارسية: برش) (سلسلة من ثلاثة أفلام روائية قصيرة)

## الجوائز
- «جائزة أفضل فيلم روائي قصير» عن فيلمه «بور بيجاده رنك» من «مهرجان الفيلم الإنساني الدولي» (بالفارسية: جشنوارهٔ بین‌المللی فیلم‌های انسان‌دوستانه)
- «جائزة الشهادة الفخرية لأفضل مخرج» عن فيلمه «بور بيجاده رنك» في الدورة الخامسة «لمهرجان بروين إعتصامي الدولي» (بالفارسية: جشنوارهٔ بین‌المللی پروین اعتصامی)
- «جائزة أفضل مخرج وأفضل سيناريو وأفضل صوت» عن فيلمه «بور بيجاده رنك» في الدورة السادسة «لمهرجان نهال السينمائي الطلابي» (بالفارسية: جشنوارهٔ دانشجویی فیلم نهال)

## مقتله
قُتل «بابك خرمدين» على يد والديه «أكبر خرمدين» (81 عامًا) «وإيران خرمدين» (74 عامًا) في مساء يوم السبت 15 مايو 2021 (على حد زعم والده)، وكان عمره قد ناهز 47 سنة. كُشفت جريمة القتل بعد أن رصد شخص في صباح يوم الأحد 16 مايو 2021، أشلاء من جثة بابك المشوهة في أحد مستوعبات النفايات بالمنطقة الثالثة في حي «إكباتان» غرب العاصمة الإيرانية طهران، ليُبلغ إثر ذلك الشرطة. وكانت الشرطة الجنائية قد تعرفت على هوية الضحية من خلال بصمات أصابعه، ثم ألقت القبض على والديه واتهمتهما بجريمة القتل بعد أن توصلت إلى هويتهما عبر فحص لقطات كاميرات المراقبة، ليعترفا إثر ذلك بارتكاب الجريمة.
ووفقًا لما جاء في تقرير لوكالة أنباء الطلبة الإيرانية (إيسنا)، فقد أكد رئيس «محكمة جنايات طهران» محمد شهرياري، في تصريحات أدلى بها صباح يوم الاثنين الموالي لاكتشاف الجثة، نبأ مقتل بابك خرمدين قائلًا: «لقد قُبض على والديه اللَذَين اعترفا بارتكاب جريمة القتل»، مضيفًا: «وفقًا لاعترافاتهما، فقد حدثت جريمة القتل بعد أن تشاجر والد المخرج معه بعد خلافات طويلة بينهما، وذلك بعد أن خدّره أولًا ثم انبرى لتقطيع جسده بسكين.»، وذكرت وسائل إعلام إيرانية أن والده قد قال في اعترافاته حول ملابسات الجريمة: «كان ابني أعزبًا، وكانت الخلافات بيننا كثيرة، لقد خدرته بعقاقير منومة وضعناها في طعامه ثم طعنته حتى الموت ... ولأتمكن من إخراج جثته، مزقتها إلى أشلاء وألقيتها في أقرب سلة نفايات في الشارع.»
وفي تفاصيل الجريمة، سرد أكبر خرمدين والد المخرج كيف بدأت عملية قتل بابك في مساء يوم الجمعة 14 مايو 2021، وذلك بعد أن وضعت والدته كمية من مواد منومة في طبق دجاج طبخته في ذلك المساء بهدف تسميمه وتخديره كليًّا، لكن المخرج القتيل لم يأكل منه شيئًا وذهب إلى غرفته ونام، ما جعلهما يضعان الطعام في الثلاجة، ليستيقظ القتيل في اليوم التالي ويأكل منه، وهو ما أدّى إلى أن يفقد وعيه في حوالي الساعة الخامسة من مساء يوم السبت، ليبدأ والده «بتقييد قدميه على كرسي ثم وضع كيسًا بلاستيكيًا أسود على رأسه ثم طعنه مرات عدة»، ثم حملا الجثة إلى الحمام، وقطعاها إلى أجزاء، ووضعا أشلاء الجثة في ثلاث حقائب ووزعاها في عدد من ضواحي مدينة طهران.

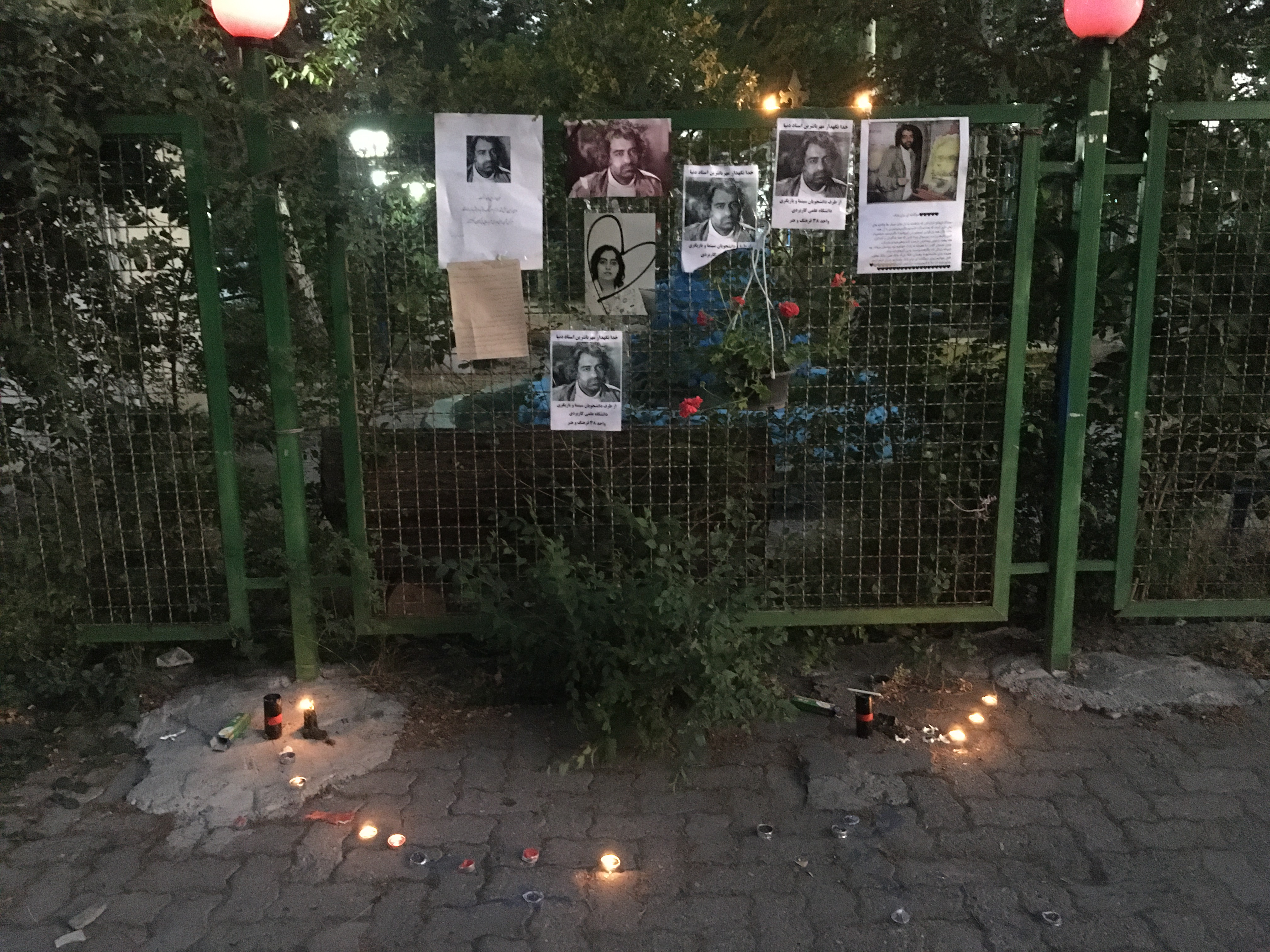
ملصقات تذكارية حول بابك

وخلال التحقيقات، اكتشف المحققون أن والد المخرج القتيل، كان قد قتل ابنته «آرزو» في عام 2018 بنفس الطريقة وقطع جثتها ورماها في صناديق القمامة، كما قتل قبل ذلك ابن اخته وصهره «فرامرز» في عام 2011، وتخلّص من أجزاء جثة الأخير بعد تقطيعها بنفس الطريقة، زاعمًا أن ابنته آرزو ساعدته في قتل زوجها. ووفقًا لوالده، اشتبه الضحية بملابسات اختفاء شقيقته، وفحص كاميرات المراقبة التي كانت تحيط بمنزلهما ويبدو أنه اكتشف شيئًا، وهو ما دفعهما إلى قتله قبل أن يكتشف الجريمة، مضيفًا لو أن الشرطة لم تعتقلهما لكانا سيقتلان ابنهم وابنتهم الأخريين بنفس الطريقة، خاصة بعد أن أبلغت ابنتهما من قبل عن اختفاء شقيقتها، رغم أن البلاغ لم يحض بأي اهتمام أمني.
قال مسؤولو «محكمة جنايات طهران» إن الوالدين بدا أنهما سليمان عقليًا إلى حد كبير ولا يعانيان من أي اختلالات، لكن لجنة التحقيق المعنية بجريمة القتل بحاجة إلى مزيد من التحقيق. وفي قانون العقوبات الإيراني يواجه القتلة عقوبة الإعدام في إيران، لكن الأشخاص الذين يقتلون أطفالهم يواجهون عقوبة مخففة تصل إلى السجن لمدة 10 سنوات كحد أقصى، ومع ذلك، أشار خبراء قانونيون إلى أن الوالدين قد يواجهان عقوبة الإعدام إذا حوكما بتهمة قتل زوج ابنتهما.

## روابط خارجية
- بابك خرمدين على موقع IMDb (الإنجليزية)